# Okres halsztacki
Okres halsztacki, wczesna epoka żelaza – okres w pradziejach Europy Środkowej datowany na lata 1200–480/450 lat p.n.e. – od końca okresu epoki brązu D do początków okresu lateńskiego; nazwa pochodzi od cmentarzyska w miejscowości Hallstatt w Austrii. 
Podział chronologiczny okresu halsztackiego został stworzony przez niemieckiego badacza Paula Reineckego:
- Hallstatt A1 (1200–1100 lat p.n.e.)
- Hallstatt A2 (1100–1050/1020 lat p.n.e.)
- Hallstatt B1 (1050/1020–950/920 lat p.n.e.)
- Hallstatt B2/3 (950/920–800 lat p.n.e.)
- Hallstatt C1a (800–730/720 lat p.n.e.)
- Hallstatt C1b (730/720–660 lat p.n.e.)
- Hallstatt C2 (660–620 lat p.n.e.)
- Hallstatt D1 (620–550/530 lat p.n.e.)
- Hallstatt D2/3 (550/530–480/450 lat p.n.e.)